# Championnats du monde Pro de ski de vitesse 2005
Navigation
2004 Pro 2006 Pro
Les Championnats du monde Pro de ski de vitesse 2005 (appelés aussi Mondial Pro) se sont déroulés le 29 avril 2005 aux Arcs sous l'égide de l'association France Ski de vitesse.

## Organisation
Ils se disputent sur une épreuve unique courue sur une piste sans limitation de vitesse (alors que les épreuves de cette époque organisées par la FIS  sont limitées à 200 km/h).
Ce ne sont pas les uniques championnats du monde organisés en 2005 car cette année-là, la FIS a organisé ses propres championnats du monde à Breuil-Cervinia un mois plus tôt. De nombreux skieurs participent aux 2 compétitions.
Un titre est décerné dans chaque catégorie :
- S1 (Speed One) : la catégorie-reine (avec équipements spéciaux)
- SDH (Speed Downhill) : l'anti-chambre de la catégorie S1 (avec équipement de descente de ski alpin)
- S1 Juniors : les juniors (U21 : moins de 21 ans) en S1

## Podiums

### Hommes
| Épreuves   | Or               | Argent        | Bronze           |
| ---------- | ---------------- | ------------- | ---------------- |
| S1         | Jukka Viitasaari | Philippe May  | Simone Origone   |
| SDH        | Stéphane Lacoste | Serge Perroud | Dominick Jechoux |
| S1 Juniors | Ivan Origone     | Axel Joiris   |                  |

### Femmes
| Épreuves   | Or              | Argent          | Bronze          |
| ---------- | --------------- | --------------- | --------------- |
| S1         | Sanna Tidstrand | Elena Banfo     | Kati Metsäpelto |
| SDH        | Clarisse Jasmin | Jennifer Romano | Emilie Dorneau  |
| S1 Juniors | Sanna Tidstrand | Heini Pipponen  |                 |

## Résultats détaillés

### Hommes S1
| \| Rang \| Skieur \| Vitesse \| \| ------------------ \| ---------------- \| ----------- \| \| Médaille d'or \| Jukka Viitasaari \| 248,45 km/h \| \| Médaille d'argent \| Philippe May \| 248,28 km/h \| \| Médaille de bronze \| Simone Origone \| 248,10 km/h \| \| 4 \| Jonathan Moret \| 247,93 km/h \| \| 5 \| Roger Wickman \| 245,23 km/h \| \| 5 \| John Hembel \| 245,23 km/h \| \| 5 \| Marc Poncin \| 245,23 km/h \| \| 8 \| Johan Rousseau \| 245,06 km/h \| \| 9 \| Meryn Vunderink \| 243,90 km/h \| \| 10 \| Chris Wirkler \| 243,74 km/h \| |                  |             |
| Rang | Skieur           | Vitesse     |
| Médaille d'or | Jukka Viitasaari | 248,45 km/h |
| Médaille d'argent | Philippe May     | 248,28 km/h |
| Médaille de bronze | Simone Origone   | 248,10 km/h |
| 4 | Jonathan Moret   | 247,93 km/h |
| 5 | Roger Wickman    | 245,23 km/h |
| 5 | John Hembel      | 245,23 km/h |
| 5 | Marc Poncin      | 245,23 km/h |
| 8 | Johan Rousseau   | 245,06 km/h |
| 9 | Meryn Vunderink  | 243,90 km/h |
| 10 | Chris Wirkler    | 243,74 km/h |

### Femmes S1
| \| Rang \| Skieuse \| Vitesse \| \| ------------------ \| --------------- \| ----------- \| \| Médaille d'or \| Sanna Tidstrand \| 239,20 km/h \| \| Médaille d'argent \| Elena Banfo \| 234,07 km/h \| \| Médaille de bronze \| Kati Metsäpelto \| 230,77 km/h \| \| 4 \| Tracie Sachs \| 225,42 km/h \| |                 |             |
| Rang | Skieuse         | Vitesse     |
| Médaille d'or | Sanna Tidstrand | 239,20 km/h |
| Médaille d'argent | Elena Banfo     | 234,07 km/h |
| Médaille de bronze | Kati Metsäpelto | 230,77 km/h |
| 4 | Tracie Sachs    | 225,42 km/h |